# Núcleo picnótico
Núcleo picnótico em citologia é um núcleo celular, cuja cromatina está extremamente condensada devido a um processo patológico. A picnose (condensação da cromatina nuclear) é um processo que indica a apoptose do tecido. Eventualmente pode ocorrer a fragmentação do núcleo picnótico - cariorréxis.